# Villa Les Cèdres
Pour les articles homonymes, voir Les Cèdres (homonymie).
La villa Les Cèdres, anciennement villa Les Oiseaux, est une villa et une propriété privée construite vers 1870 au lieu-dit « Petit cap Ferrat », sur le cap Ferrat, à Saint-Jean-Cap-Ferrat (Alpes-Maritimes).
Versé à l'Inventaire général du patrimoine culturel, ce domaine — qui a appartenu au roi Léopold II de Belgique — comprend à l'origine, outre la villa, une salle des fêtes, un jardin d'hiver, une chapelle, une écurie, une conciergerie et un jardin d'agrément (jardin botanique Les Cèdres).

## Historique
La villa a été construite en 1830 sur le territoire de Saint-Jean-Cap-Ferrat au moment où celui-ci faisait partie de la commune de Villefranche-sur-Mer. Elle fut acquise par David-Désiré Pollonais en 1850. Quand il devint maire de Villefranche-sur-Mer, il y reçut de très nombreuses personnalités. David Désiré Pollonais (Nice 1823-1902), maire de Villefranche-sur-Mer de 1872 à 1900, est issu d’une famille juive, d’origine polonaise par son père, qui était vendeur de tissu à Nice. David-Désiré se maria à Amélie Cohen, fille d’un armateur marseillais et sœur d’un inspecteur de la musique du Second Empire. Il est le père du journaliste et auteur dramatique Gaston Pollonnais (1856-1922).
Les héritiers de David-Désiré Pollonnais vendirent la villa et ses quatorze hectares de jardins en 1904 au roi des Belges Léopold II. Il résidait plutôt à Monaco mais il acheta Les Cèdres pour y héberger son amie, Blanche Zélie Joséphine Delacroix, appelée le plus souvent Blanche Delacroix mais qu’il surnommait « Très-Belle ». Il la rencontra en 1899, alors qu’elle n’avait que 16 ans et lui déjà 64 ans. Il fit de Très-Belle la baronne de Vaughan et son épouse morganatique quand il sentit la fin de ses jours arriver. 
En 1924, la villa fut achetée par Louis-Alexandre Marnier-Lapostolle, propriétaire de la liqueur Grand Marnier et du vignoble du Château de Sancerre. Il en fit un jardin exotique et un arboretum dont la richesse est reconnue par les botanistes. Depuis 1976, la villa appartient à la Société des Produits Marnier-Lapostolle, propriété du groupe Campari depuis 2016, qui y cultive des plantes entrant dans la composition de la liqueur Grand-Marnier. La villa Les Cèdres comporte vingt-cinq serres chauffées. Vingt mille espèces y sont cultivées dont quatorze mille tropicales.
Le groupe Campari a annoncé le 1er août 2019 avoir signé un accord pour vendre la villa moyennant 200 millions d’euros. Le nouveau propriétaire de la villa est l'oligarque ukrainien Rinat Akhmetov.

## Situation légale
La villa Les Cèdres est une propriété privée située  57 avenue Albert Ier, au lieu-dit « Petit cap Ferrat ». Elle fait l'objet d'un recensement à l'Inventaire général du patrimoine culturel depuis le 20 novembre 2008.
L'écurie fait l'objet d'un recensement séparé depuis la même date. Il en va de même pour le jardin d'agrément en terrasses, avec balustrades et statues.
La salle des fêtes, détachée de l'ensemble en 1911 pour devenir après transformation la villa Le Casin puis villa Radiana, fait également l'objet d'un recensement séparé le même jour.
La villa Les Cèdres est mise en vente pour 1,1 milliard de dollars lors de l'été 2016.